# 6559 Номура
6559 Номура (6559 Nomura) — астероїд головного поясу, відкритий 3 травня 1991 року.
Тіссеранів параметр щодо Юпітера — 3,501.
Названо на честь Номура (яп. のむら(野村) номура)